# زجاج إسلامي

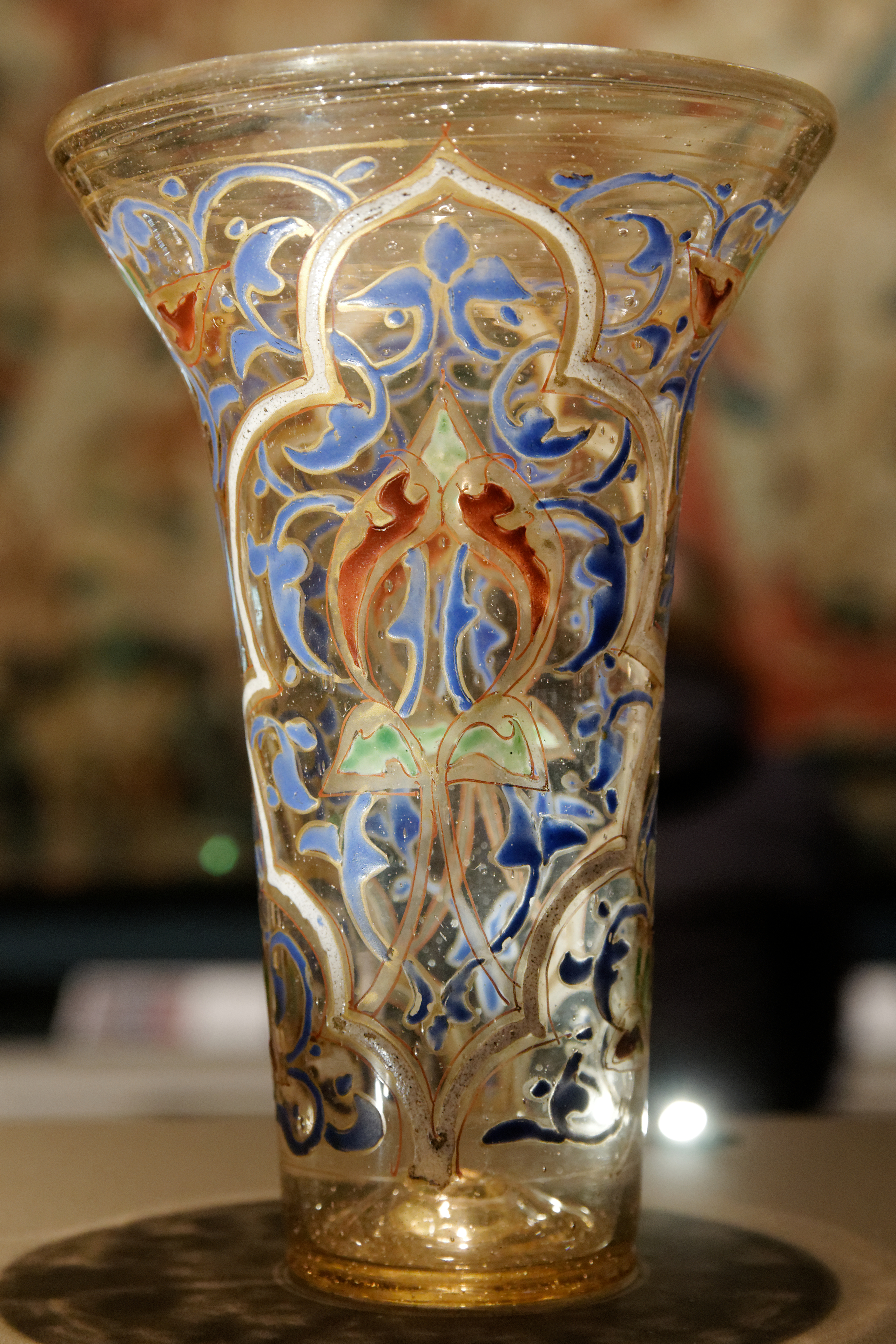
قطعة من الزجاج الإسلامي ترجع للقرن الثالث عشر الميلادي

الزجاج الإسلامي هو أحد صور الفن الإسلامي المتعلق بصناعة الزجاج في العالم الإسلامي عبر العصور، والذي انعكس تأثيره على تاريخ صناعة الزجاج في جميع أنحاء العالم من أوروبا إلى الصين، ومن روسيا إلى شرق أفريقيا بإدخاله تقنياته وابتكارته الخاصة الفريدة، وتطويره للتقنيات القديمة.